# Úhoř americký
Úhoř americký (Anguilla rostrata) je druh ryb z čeledi úhořovití, blízký příbuzný evropského úhoře říčního, od kterého je vnějšími znaky nerozeznatelný.

## Popis
Tělo je dlouhé, hadovitého tvaru. Hřbetní, řitní a ocasní ploutev splývají v jeden celistvý ploutevní lem. Břišní ploutve zcela scházejí. Prsní ploutve se nacházejí hned za hlavou. Kůže je na první pohled hladká, produkující velké množství slizu. Šupiny jsou velice drobné, oválné a zarostlé hluboko v kůži úhoře. Na rozdíl od většiny ostatních druhů ryb se tyto šupiny nepřekrývají. Skřele jsou poměrně malé, a protože v bahně a ve velkých hloubkách není dýchání žábrami dostačující, má úhoř silně vyvinuté kožní dýchání, které mu umožňuje dokonce i dočasné opuštění vody. Ústa jsou koncová a poměrně hluboce rozeklaná, dosahující k úrovni oka.
Zbarvení se mění v průběhu života. Nejmladší, tzv. sklovití úhoři (z anglického glass eels) nemají žádnou pigmentaci, ale v průběhu růstu a vstupu do sladkých vod se objevuje maskovací zbarvení. V češtině se také pro ně ujal původně francouzský termín monté. Žlutí úhoři (z anglického yellow eels) mají tmavý, dohněda zbarvený hřbet, který přechází do žlutavé barvy na břiše. S nástupem pohlavní dospělosti a migrací na trdliště se mění ve stříbrné úhoře (silver eels). Celé tělo zesvětlá a získá kovový lesk, břicho je stříbřité. V tomto stadiu se také výrazně zvětší oči, a začíná se uzavírat trávicí trakt. Mláďata úhoře se nazývají monté.